# Qijuttaaqanngittuup Tasinga Akulliqpaaq
Qijuttaaqanngittuup Tasinga Akulliqpaaq ist ein See auf der Baffininsel im kanadischen Territorium Nunavut, rund 335 Kilometer nordwestlich von Iqaluit.
Der See ist 920 Meter lang und 620 Meter breit.